# Limnephilus frijole
Limnephilus frijole is een schietmot uit de familie Limnephilidae. De soort komt voor in het Nearctisch gebied.